# Sebastião Miranda da Silva Filho
Sebastião Miranda da Silva Filho (26 de febrer de 1952) és un exfutbolista brasiler.

## Selecció del Brasil
Va formar part de l'equip brasiler a la Copa del Món de 1974. Pel que fa a clubs, destacà a Tampa Bay Rowdies de la NASL.